# Антикорозійні покриття

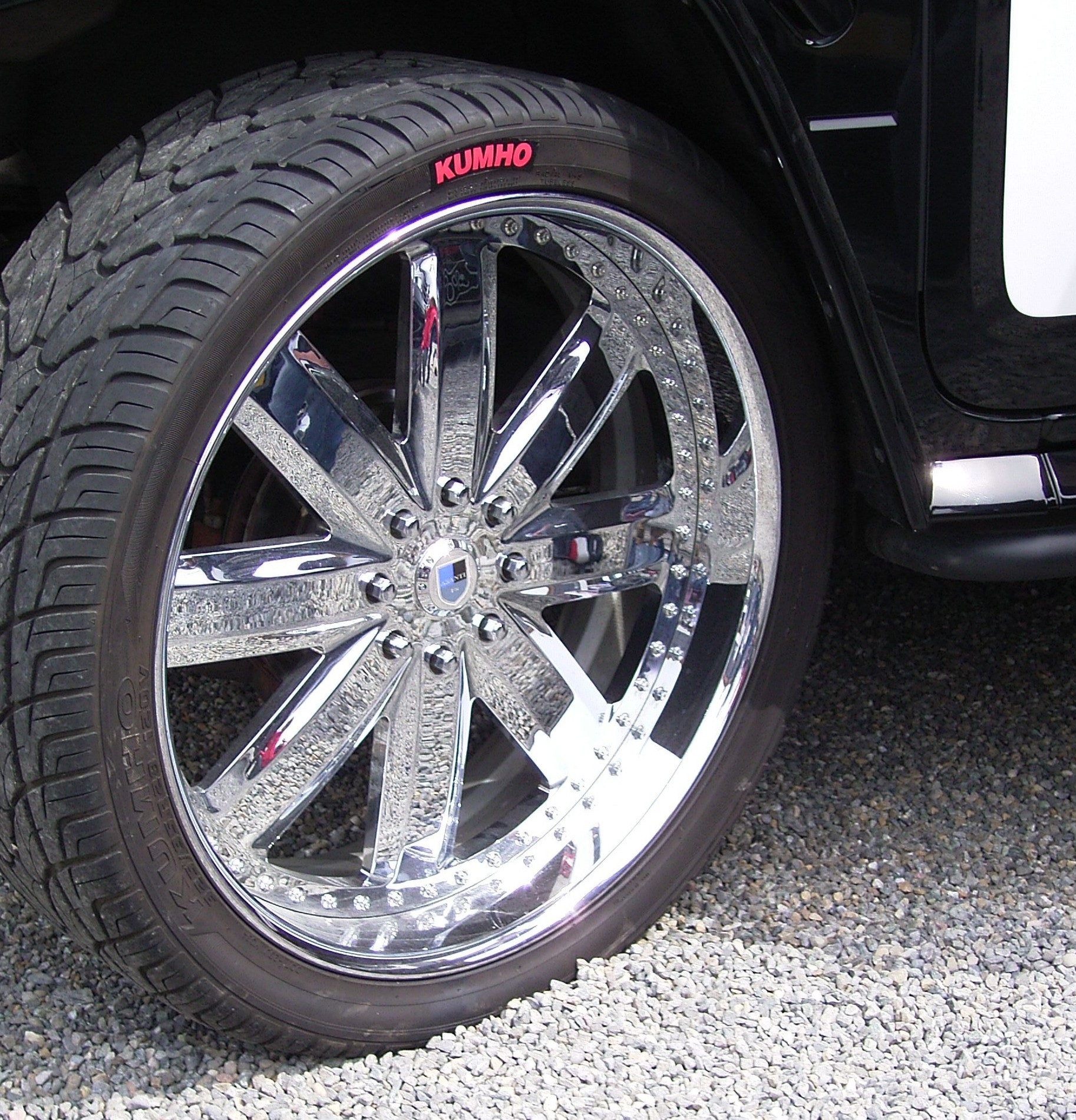
Хромований коліcний диск

Антикорозі́йні покриття́ (від грец. ἄντι… — анти… і лат. corrosio, від лат. corrodo — гризу, роз'їдаю) — тонкошарові покриття, які захищають поверхню виробів із металів та інших матеріалів від корозійного впливу зовнішнього середовища. Антикорозійні покриття, додатково, надають виробам декоративного вигляду, підвищують зносостійкість, збільшують або зменшують твердість їхнього поверхневого шару тощо. Антикорозійні покриття мають бути рівномірними, щільними, характеризуватись високою адгезією до основи, значною корозійною стійкістю, міцністю та жаротривкістю.

## Види антикорозійних покриттів

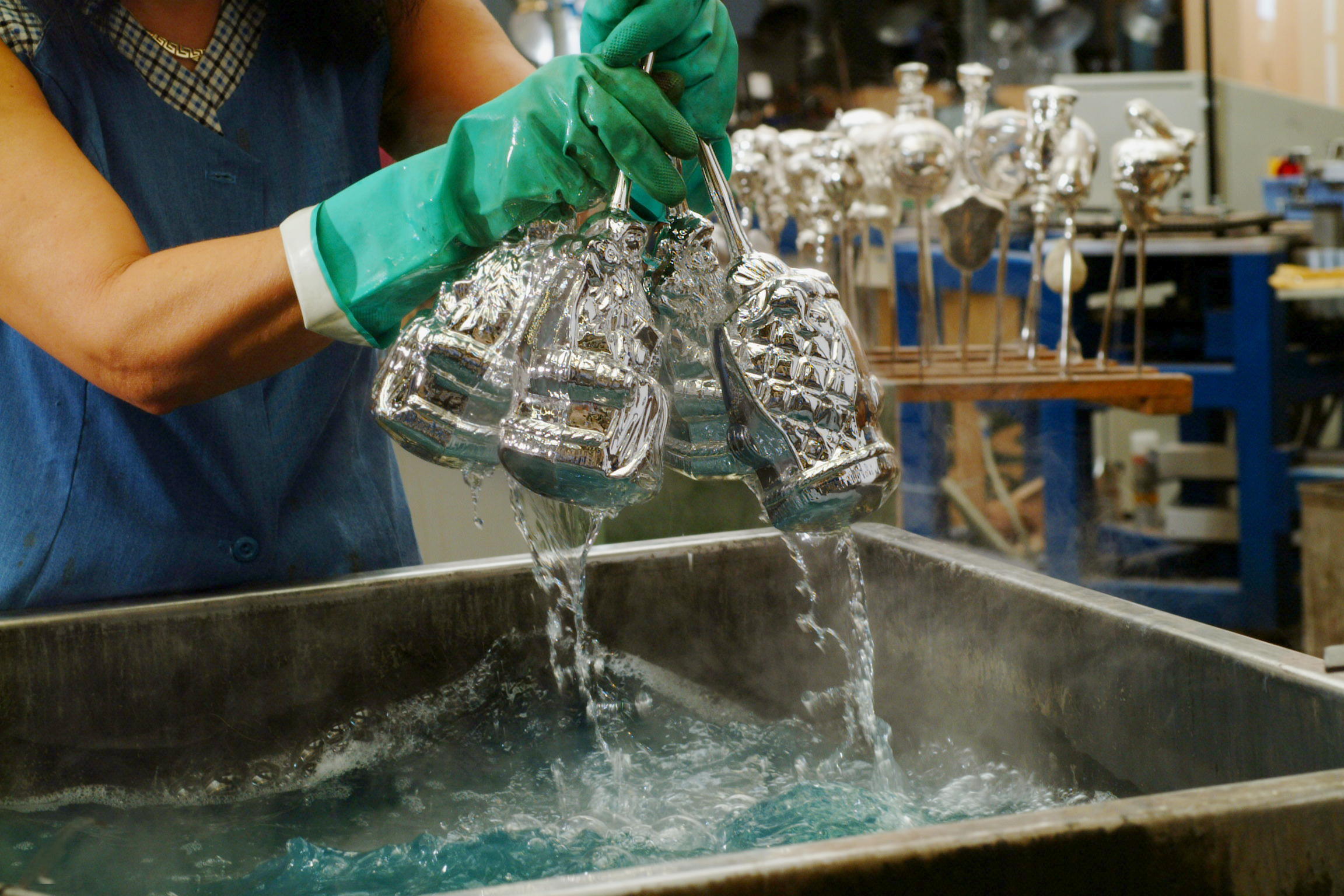
Процес сріблення прикрас у гарячому електроліті (завод у Лауші, Німеччина)

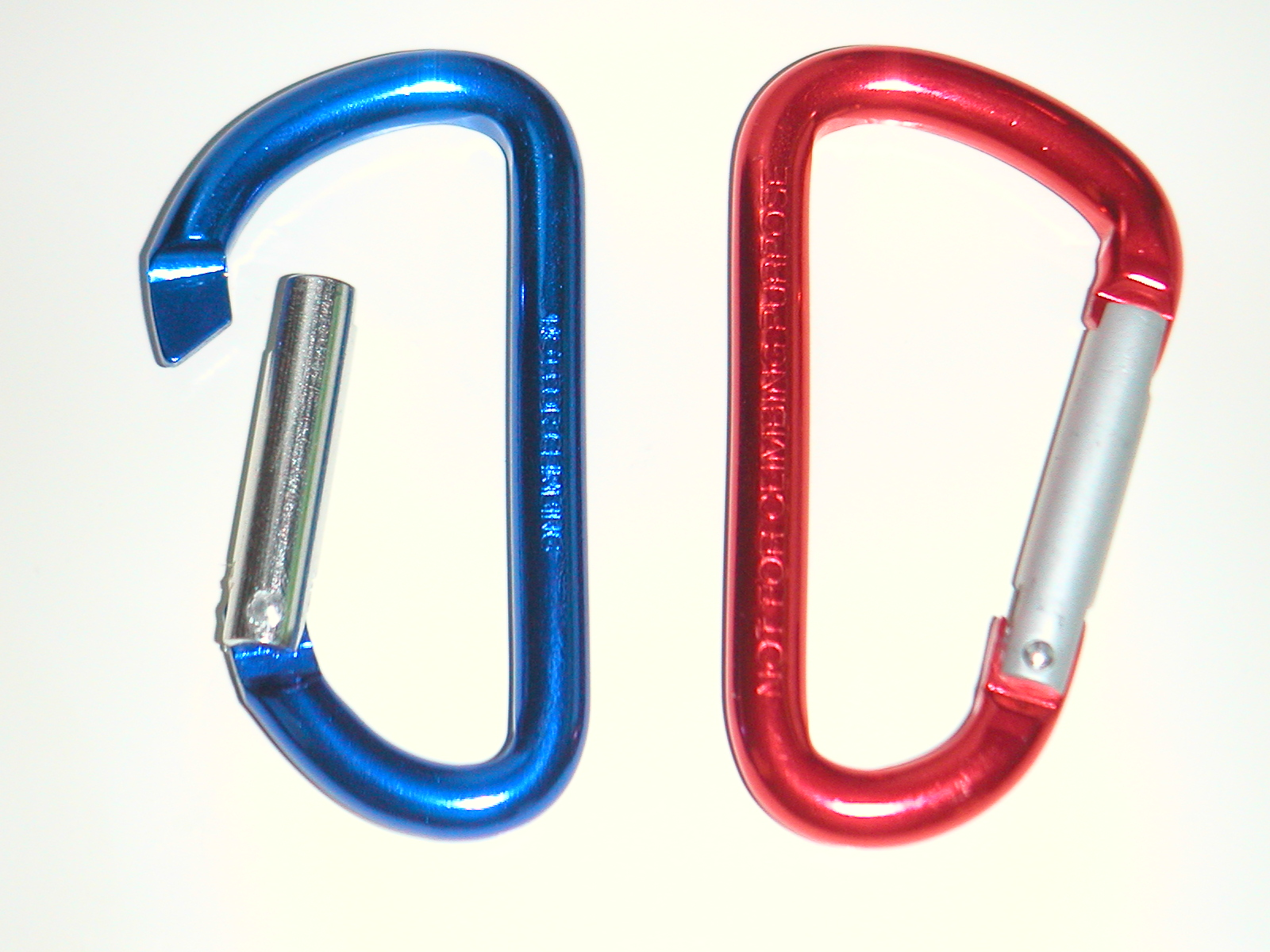
Карабіни, поверхневий шар, яких отриманий методом анодного оксидування

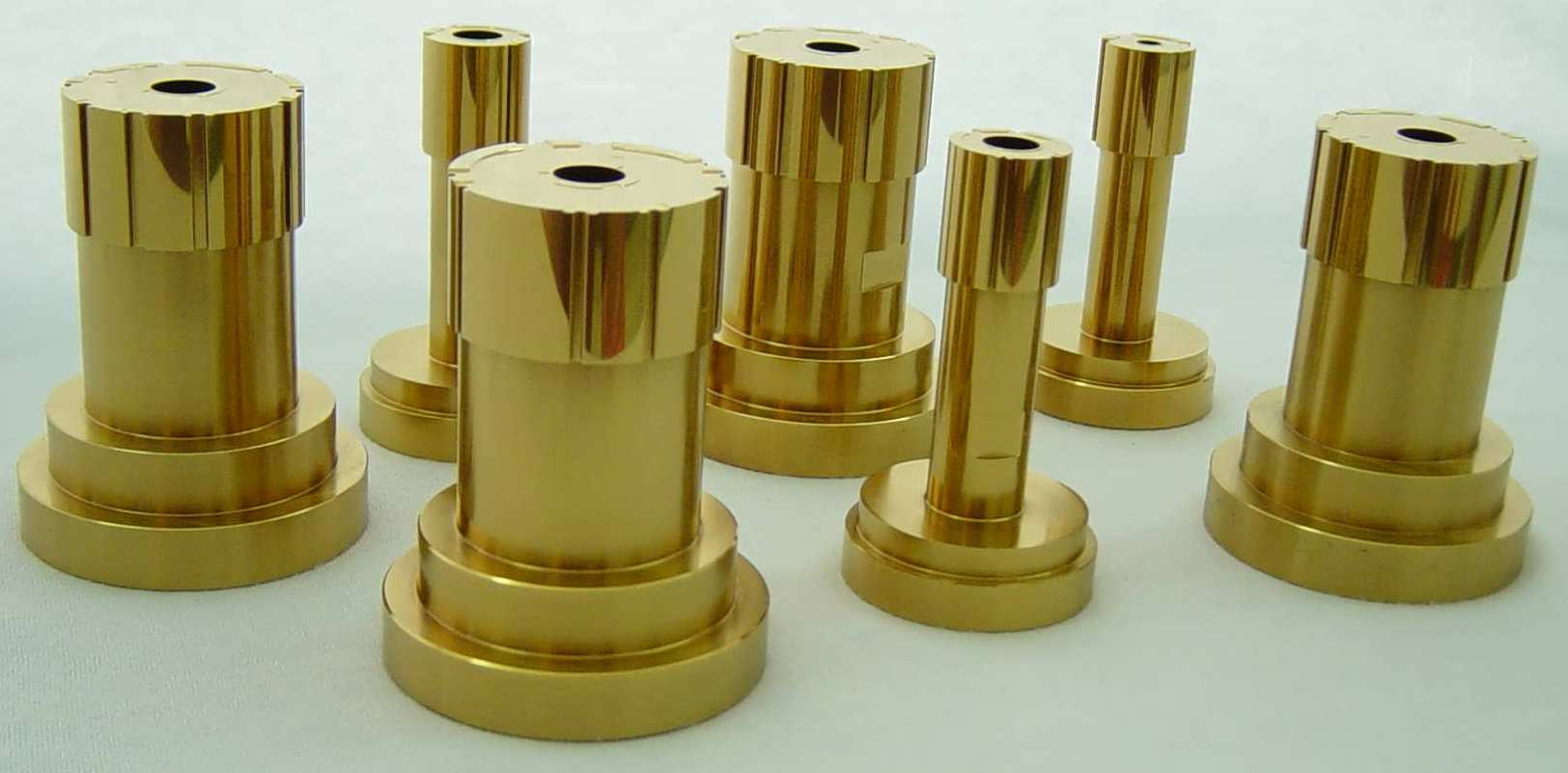
Деталі з покриттям з нітриду титану, отриманим вакуумним напиленням з електродуговим нагріванням

Розрізняють антикорозійні покриття металеві і неметалеві.

### Металеві антикорозійні покриття
До металевих належать покриття з алюмінію (процес нанесення носить назву алітування), міді (міднення), нікелю (нікелювання), олова (лудіння), свинцю (свинцювання), хрому (хромування), цинку (цинкування), з рідкісних (реніювання) і благородних (сріблення, позолота) металів, а також зі сплавів систем мідь–олово, мідь–цинк, свинець–олово тощо.
Металеві антикорозійні покриття одержують за допомогою:
- плакування — нанесення корозійностійкого матеріалу термомеханічними методами (вальцюванням, зварюванням, вибухом, волочінням тощо);
- занурення виробів у розплавлений метал (наприклад, лудінням, свинцюванням);
- електрохімічного нанесення — осадження металу при пропусканні струму між анодом (частіше це метал, що наноситься) і катодом — застосовується для захисту від корозії і реставрування зношених поверхонь, зміцнення та підвищення стійкості поверхонь (нікелювання, хромування, цинкування, сріблення);
- хімічних методів — осадження іонів металу з водного розчину хлориду металу без застосування електричного струму — для покриття латунню, кадмієм, міддю, золотом, нікелем, оловом та іншими металами.
- хіміко-термічного оброблення (дифузійна металізація — дифузійне насичення металами: алюмінієм, хромом, цинком, титаном тощо);
- газотермічного напилення (газополуменеве, електродугове, плазмове, детонаційне напилення тощо);
- вакуумного напилення — напилення шляхом конденсації матеріалу покриття з парової (газової) фази,
- осадження металевих порошків у електростатичному полі або електрофорезом.

### Неметалеві антикорозійні покриття
До неметалевих матеріалів антикорозійних покриттів належать скло та склоемалі, оксиди алюмінію, магнію, титану, сполуки фосфору і хрому, оксидні пасивні плівки на металах, отримані методами оксидування.
Для утворення неметалевих антикорозійних покриттів використовують також гуми, пластмаси, бітум та лакофарбові матеріали.
Неметалеві антикорозійні покриття одержують хімічним (хімічне оксидування), електрохімічним (анодування, ематалювання) або хіміко-термічним (цементація сталі, азотування, ціанування) способом, розпиленням у повітрі, вакуумі, електростатичному полі тощо.

## Використання
Антикорозійні покриття використовують у машино- і суднобудуванні, автомобільній, хімічній і харчовій промисловості, будівництві, енергетиці тощо.